# Tenar
Tenar es uno de los personajes principales de la serie Terramar, principal personaje en Las tumbas de Atuan y en Tehanu, compañera de Ged. En Las Tumbas de Atuan es la sacerdotisa de Las Tumbas. En ese entonces era llamada Arha, La Devorada, hasta que llega Ged y le recuerda su nombre verdadero. Juntos escapan del laberinto de Atuan hacia Havnor, llevando el brazalete de Erreth-Akbè con ellos.
En Tehanu es la madre adoptiva de Therru, la niña quemada, y En el otro viento, es la invitada del Rey Lebannen, junto con su hija, y tiene uno de los papeles principales en esta historia.